# Newton Regis
Newton Regis – wieś w Anglii, w hrabstwie Warwickshire, w dystrykcie North Warwickshire. Leży 43 km na północ od miasta Warwick i 163 km na północny zachód od Londynu. Miejscowość liczy 700 mieszkańców.